# Condado de Aubarede

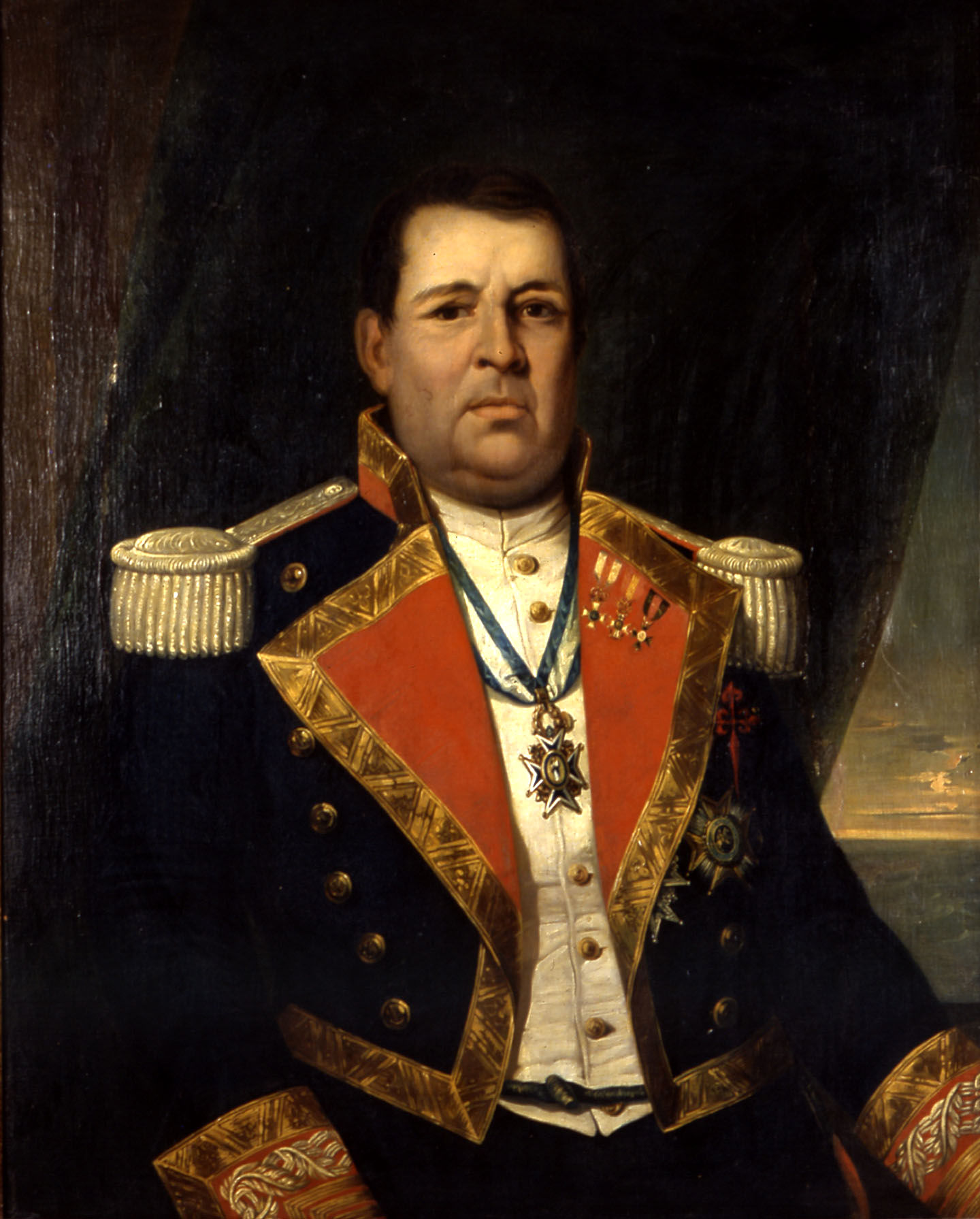
Brigadier de la Armada Guillermo de Aubarede y Pérez, cortesía Biblioteca Virtual de Defensa -Museo Naval

El Condado de Aubarede es un título nobiliario francés creado por Carlos VI de Francia en 1384, a favor de Reynaldo de Aubarede. El condado se encontraba en la antigua provincia de Guiena, en español Guyena hasta el año 1789 en el cual se perdió con la Revolución francesa, siendo la familia Aubarede una de las más antiguas de dicha provincia.

## Historia
Según han ido transmitiendo, los Aubarede descienden de Lupus, duque de los gascones, qué abatieron al ejército de Carlomagno en la Batalla de Roncesvalles y en la cual murió Roldán, sobrino de Carlomagno. Pero, probablemente debido a las quemas de archivos de los nobles, que tuvieron lugar en la Revolución no se ha conservado documento que lo asegure.
Sin embargo, podríamos remontarnos a 1298, tomando por tronco de la ilustre familia Aubarede al Noble Guillermo Ponce de Astorga de Aubarede, nombrado Gobernador de la ciudad de Tolosa, según certificación de su consistorio capitular de dicha ciudad, firmada y dada por su Ayuntamiento el 13 de agosto de 1730. Por lo que se observa el indudable origen español a través de la Casa de Ponce y Astorga.

Blasón de la provincia de Guyena en donde estaba el Condado de Aubarede

Como igualmente radicaba esta estirpe en Francia, descendiendo por esta línea a través de Pablo de Aubarede (1684-1761), conde de Bellegarde y padre de Guillermo de Aubarede (1717-1797), marqués de Aubarede, conde de Laval, Dampierre y Chatenay., cuyo hijo Guillermo de Aubarede Beauchamp, vino a España en 1782 a servir como Ayudante de Campo de su primo el Duque de Crillón, en el Sitio de Gibraltar y Toma de Menorca. Por lo que el rey Carlos III confirió una compañía de Dragones en el Regimiento de Pavía al entonces Capitán de Aubarede, Conde de Astorg y Becerel. Más tarde, Carlos IV en 1804 le otorgó autorización perpetua, a través de Real Cédula, para el uso del Título extranjero de Conde de Aubarede en España, alcanzando el empleo de Coronel de Infantería cuando se retiró.
Desde entonces la mayoría de descendientes por esta línea han servido, de manera destacada, en la Real Armada Española. Como su hijo Guillermo de Aubarede y Pérez que después de una dilatada carrera en la Marina de guerra, llegó a ser Director del Depósito Hidrográfico de España, realizando una labor encomiable en el diseño de cartas náuticas y logrando ser, aunque después de haber fallecido, considerado uno de los mejores de su tiempo en esta materia. Estando en Cuba destinado tuvo a sus hijos, de los cuales, los tres varones fueron igualmente marinos. El mayor, Guillermo cedió el título a su hermano menor Pedro de Aubarede Bouyón, que fue Contralmirante cuando desempeñaba el cargo de Comandante Jefe del Apostadero de La Habana. Igualmente el hijo de este Pedro de Aubarede Zalabardo fue Capitán de Navío, que entre otros destinos estuvo al mando del Acorazado Alfonso XIII. No memos importante fue la carrera de su hijo Ramón de Aubarede y Leal, Capitán de Fragata y comandante que fue, durante el mayor tiempo, de submarinos. Como el submarino C-4, en el que el 18 de julio de 1936 y tras el Levantamiento que tuvo lugar, fue hecho prisionero y encarcelado junto con el resto de la oficialidad en el Buque-prisión Monte Toro.

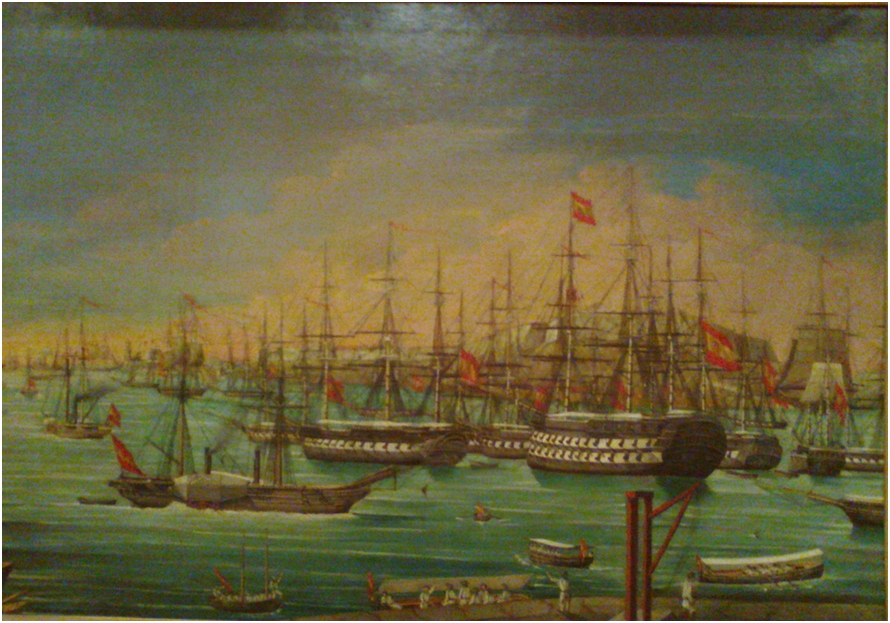
Escuadra del Apostadero de La Habana alistándose para salir a la mar y hacer frente a la primera incursión de Narciso López, 1850 - Ramón de Salvatierra. Museo Naval

También decir que no solo por descendencia directa de este linaje se ha seguido la tradición en la Armada. Han sido muchos otros los que en una posición colateral y llevando el apellido Aubarede han contribuido a enaltecer la Historia Naval en nuestro país; como los hermanos Melchor y Antonio, ambos Caballeros de la Orden de Santiago o el Teniente Coronel José Aubarede Kierulf ; nieto de Guillermo de Aubarede y Pérez e hijo de Serafín de Aubarede y Bouyón, que estuvo al mando del Batallón Expedicionario de Infantería de Marina que desembarcó en Alhucemas y fue uno de los 30 heridos de este batallón. Más tarde nombrado Coronel Director de la Escuela de Infantería de Marina General Albacete Fuster, y retirándose de General de Brigada.

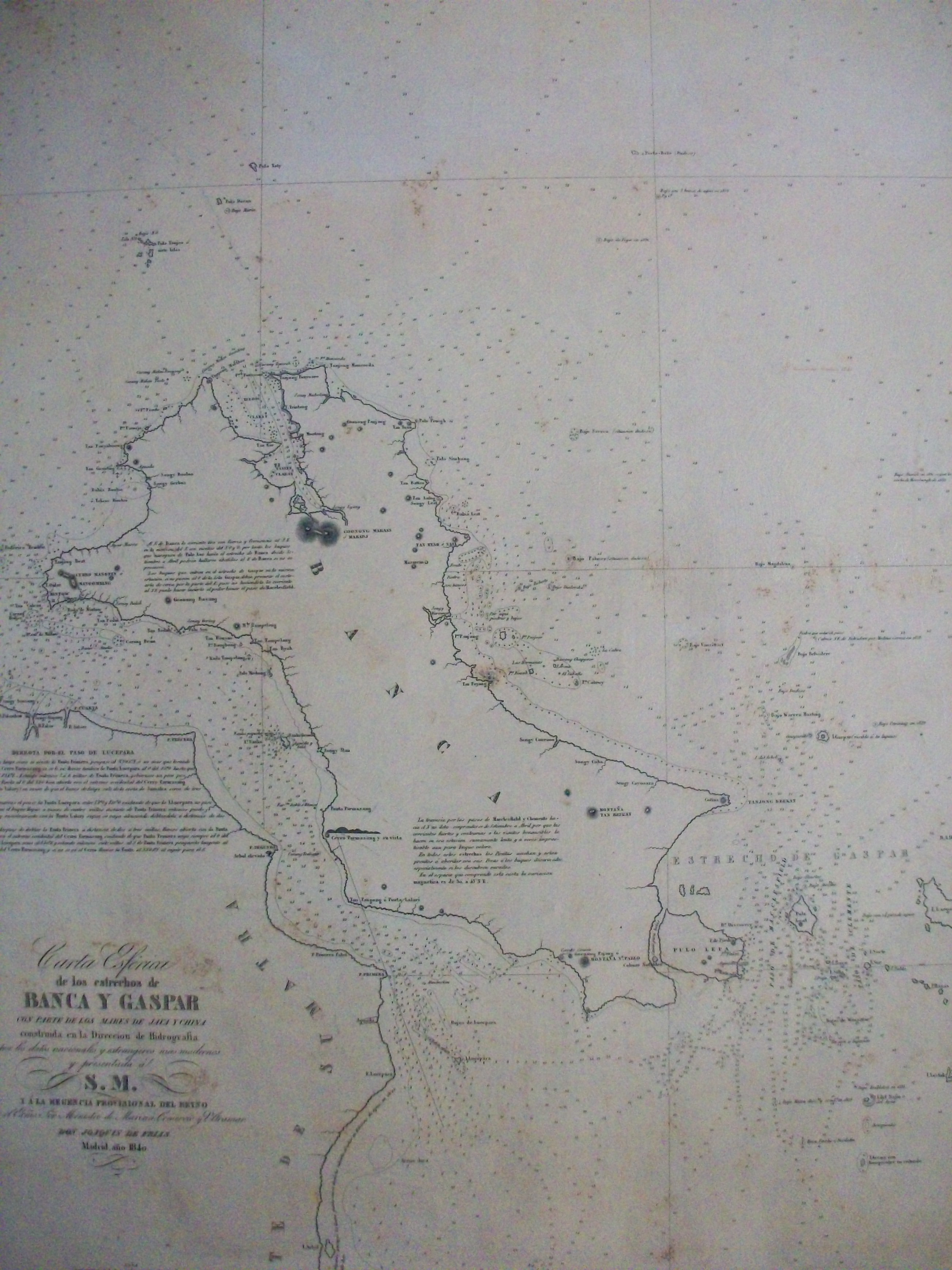
Carta Náutica de 1840 por la Dirección de Hidrografía, realizada por D. Guillermo de Aubarede y Pérez

| Entre otros marinos, por descendencia directa |                                                           |
| --------------------------------------------- | --------------------------------------------------------- |
| Guillermo de Aubarede y Pérez (1784-1850)     | Brigadier. Autorizado el uso del Título de Conde en 1849. |
| Pedro de Aubarede y Bouyón (1822-1887)        | Contralmirante.                                           |
| Pedro de Aubarede Zalabardo (1864-?)          | Capitán de Navío.                                         |
| Ramón de Aubarede Leal (1900- 1944)           | Capitán de Fragata.                                       |

## Situación del título
La Autorización perpetua de uso en España del título de Conde está recogida en Real Cédula de Carlos IV de 1804 y se encuentra en la actualidad vacante. Sin embargo, según una certificación del 5 de agosto de 1879 depositada en el Archivo del Ministerio de Justicia en Madrid, del Ministerio de Justicia francés y su traducción al español por la Interpretación de las Lenguas del Ministerio de Estado, justifica; que el Título hereditario de la familia de Aubarede es el de Marqués. Ello, debido a que el título de Conde solo se llevó en España, por el hecho de que cuando Guillermo Claudio se establecía en nuestro país en 1782, vivía aún su padre el Marqués de Aubarede. Y su hijo, siguiendo las costumbres francesas, no podía llevar más que el título inferior por cortesía. Después de esto, por error o costumbre se continuó usando el título de Conde en España. 
En la actualidad la familia de Aubarede en España es miembro de la ANF, Association d'entraide de la Noblesse Francaise con número 14.296 https://anf.asso.fr/, perteneciendo e inscrita en la Cilane, (Comisión de información y enlace de las asociaciones de la nobleza de Europa)  nobleza europea https://cilane.eu/ También es miembro como Noble inscrito en la Real Asociación de Hidalgos de España.

## Fondos documentales
- Archivo Ministerio de Justicia de Madrid: expediente Conde de Aubarede (Legajo n.º 10, Expte. n.º 68), Duque de Mahón y Duque de T´Serclaes.

- Archivo General de la Marina Álvaro de Bazán, Viso del Marqués: hojas de Servicio.

- Archivo Central del Cuartel General de la Armada. Madrid: hojas de Servicio.

- Archivo de la Real Chancillería de Granada: partidas Sacramentales y certificaciones de Nobleza.

- Real Cédula de Carlos IV de 1804: autorización de uso de Título Nobiliario Extranjero, certificación de Blasón por el Cronista Rey de Armas Pascual Antonio de la Rua y Ruiz de Nevada.